# 5912 Oyatoshiyuki
5912 Oyatoshiyuki este un asteroid din centura principală, descoperit pe 20 decembrie 1989, de Tsuneo Niijima și Takeshi Urata.